# Список лидеров регулярного чемпионата женской НБА по подборам

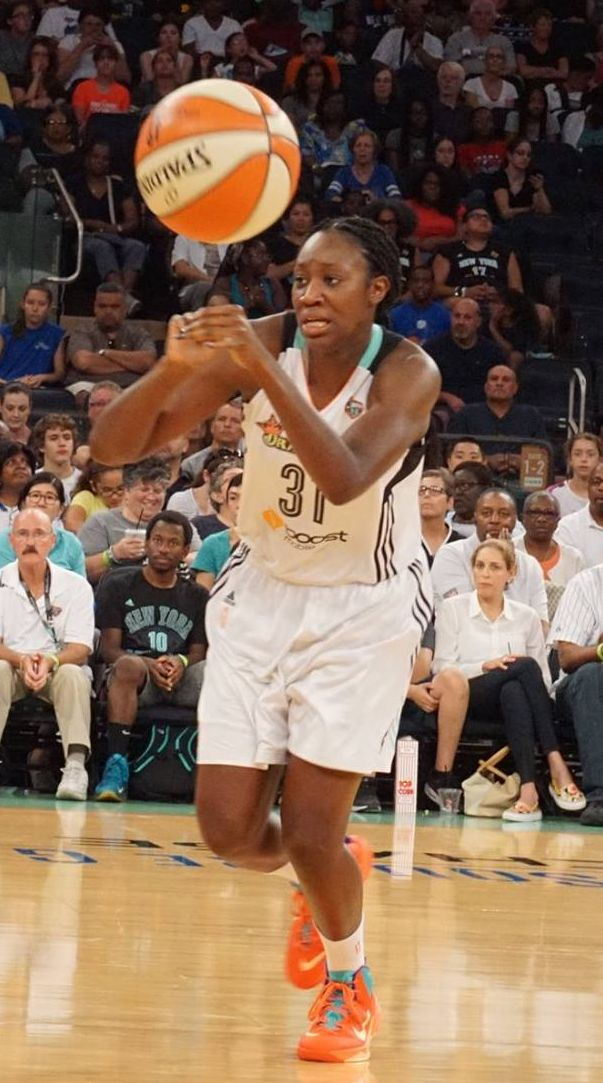
Тина Чарльз 4 раза становилась лидером регулярного чемпионата ВНБА по подборам.

В Женской национальной баскетбольной ассоциации (ВНБА) присуждается титул лидера регулярного чемпионата по подборам игроку, сделавшему наибольшее количество подборов в среднем за игру в течение данного сезона.
В баскетболе «подбор» — важнейший элемент игры, при котором игрок овладевает мячом после неудачной попытки исполнения двух- или трёхочкового броска или последнего штрафного броска. Подбор в нападении происходит, когда баскетболист забирает мяч после промаха своего броска или партнёра по команде, в то время как подбор в защите происходит, когда игрок завладевает мячом после промаха броска соперника. Существует негласное правило, что команда, выигрывающая подбор, чаще всего выигрывает матч. Основными специалистами по подборам являются игроки передней линии — центровые и тяжёлые форварды. Впрочем игроки других позиций, обладающие хорошим чувством позиции и времени, зачастую становятся лучшими в данном показателе.
Рекорд по количеству совершённых подборов в отдельно взятом регулярном чемпионате в настоящее время принадлежит Эйже Уилсон, которая в сезоне 2024 года сделала 451 подбор. В том же сезоне Энджел Риз установила рекорд по среднему количеству отскоков за матч — 13,1. В том же сезоне Риз стала автором рекордов по общему количеству сделанных подборов и среднему набору за игру для новичков лиги (446 и 13,1 соответственно).
Чаще других победителями данной номинации становились Тина Чарльз (4 раза), Лиза Лесли, Кэндис Паркер, Джонквел Джонс и Сильвия Фаулз (по 3 раза), кроме того Чарльз является единственным игроком, который выигрывал эту номинацию 3 раза кряду. Дважды лучшими подбирающими игроками становились Иоланда Гриффит, Чамик Холдскло, Шерил Форд и Кортни Пэрис. Только лишь одна баскетболистка выигрывала эту номинацию и чемпионство ВНБА в одном и том же сезоне, ей стала Шерил Форд в 2006 году в составе команды «Детройт Шок». Та же Тина Чарльз является самой молодой баскетболисткой, выигравшей данный титул, получив его в возрасте 21 года и 260 дней. Действующим победителем этой номинации является тяжёлый форвард «Чикаго Скай» Энджел Риз.

## Легенда
| Поз.    | З        | Ф       | Ц         | RPG                         | Прим.      |
| Позиция | Защитник | Форвард | Центровая | Количество подборов за игру | Примечания |

| ^         | Отмечены игроки, выступающие в ВНБА по сей день |
| *         | Избраны в Зал славы баскетбола                  |
| Игрок (X) | Количество титулов                              |

## Лидеры регулярного чемпионата ВНБА по подборам
| Сезон | Игрок                  | Фото | Поз. | Команда             | Игр сыграно | Подборы в атаке | Подборы в защите | Всего подборов | RPG  | Прим.         |
| ----- | ---------------------- | ---- | ---- | ------------------- | ----------- | --------------- | ---------------- | -------------- | ---- | ------------- |
| 1997  | Лиза Лесли*            |      | Ц    | Лос-Анджелес Спаркс | 28          | 63              | 203              | 266            | 9,5  | [ 1 ] [ 2 ]   |
| 1998  | Лиза Лесли* (2)[a]     |      | Ц    | Лос-Анджелес Спаркс | 28          | 77              | 208              | 285            | 10,2 | [ 1 ] [ 3 ]   |
| 1999  | Иоланда Гриффит*       |      | Ц/Ф  | Сакраменто Монархс  | 29          | 141             | 188              | 329            | 11,3 | [ 4 ] [ 5 ]   |
| 2000  | Натали Уильямс         |      | Ф/Ц  | Юта Старз           | 29          | 132             | 204              | 336            | 11,6 | [ 6 ] [ 7 ]   |
| 2001  | Иоланда Гриффит* (2)   |      | Ц/Ф  | Сакраменто Монархс  | 32          | 162             | 195              | 357            | 11,2 | [ 4 ] [ 8 ]   |
| 2002  | Чамик Холдскло[b]      |      | Ф    | Вашингтон Мистикс   | 20          | 54              | 178              | 232            | 11,6 | [ 9 ] [ 10 ]  |
| 2003  | Чамик Холдскло (2)[c]  |      | Ф    | Вашингтон Мистикс   | 27          | 72              | 222              | 294            | 10,9 | [ 9 ] [ 11 ]  |
| 2004  | Лиза Лесли* (3)        |      | Ц    | Лос-Анджелес Спаркс | 34          | 60              | 276              | 336            | 9,9  | [ 1 ] [ 12 ]  |
| 2005  | Шерил Форд             |      | Ф    | Детройт Шок         | 33          | 113             | 209              | 322            | 9,8  | [ 13 ] [ 14 ] |
| 2006  | Шерил Форд (2)         |      | Ф    | Детройт Шок         | 32          | 130             | 233              | 363            | 11,3 | [ 13 ] [ 15 ] |
| 2007  | Лорен Джексон*[d]      |      | Ф/Ц  | Сиэтл Шторм         | 31          | 80              | 220              | 300            | 9,7  | [ 16 ] [ 17 ] |
| 2008  | Кэндис Паркер          |      | Ф/Ц  | Лос-Анджелес Спаркс | 33          | 84              | 229              | 313            | 9,5  | [ 18 ] [ 19 ] |
| 2009  | Кэндис Паркер (2)[e]   |      | Ф/Ц  | Лос-Анджелес Спаркс | 25          | 60              | 184              | 244            | 9,8  | [ 18 ] [ 20 ] |
| 2010  | Тина Чарльз^[f]        |      | Ц    | Коннектикут Сан     | 34          | 129             | 269              | 398            | 11,7 | [ 21 ] [ 22 ] |
| 2011  | Тина Чарльз^ (2)       |      | Ц    | Коннектикут Сан     | 34          | 126             | 248              | 374            | 11,0 | [ 21 ] [ 23 ] |
| 2012  | Тина Чарльз^ (3)       |      | Ц    | Коннектикут Сан     | 33          | 123             | 222              | 345            | 10,5 | [ 21 ] [ 24 ] |
| 2013  | Сильвия Фаулз*         |      | Ц    | Чикаго Скай         | 32          | 117             | 252              | 369            | 11,5 | [ 25 ] [ 26 ] |
| 2014  | Кортни Пэрис           |      | Ц    | Талса Шок           | 34          | 136             | 211              | 347            | 10,2 | [ 27 ] [ 28 ] |
| 2015  | Кортни Пэрис (2)       |      | Ц    | Талса Шок           | 34          | 102             | 215              | 317            | 9,3  | [ 27 ] [ 29 ] |
| 2016  | Тина Чарльз^ (4)[g]    |      | Ц    | Нью-Йорк Либерти    | 32          | 74              | 243              | 317            | 9,9  | [ 21 ] [ 30 ] |
| 2017  | Джонквел Джонс^        |      | Ф/Ц  | Коннектикут Сан     | 34          | 123             | 280              | 403            | 11,9 | [ 31 ] [ 32 ] |
| 2018  | Сильвия Фаулз* (2)     |      | Ц    | Миннесота Линкс     | 34          | 122             | 282              | 404            | 11,9 | [ 25 ] [ 33 ] |
| 2019  | Джонквел Джонс^ (2)    |      | Ф/Ц  | Коннектикут Сан     | 34          | 113             | 217              | 330            | 9,7  | [ 31 ] [ 34 ] |
| 2020  | Кэндис Паркер (3)      |      | Ф/Ц  | Лос-Анджелес Спаркс | 22          | 37              | 177              | 214            | 9,7  | [ 18 ] [ 35 ] |
| 2021  | Джонквел Джонс^ (3)[h] |      | Ф/Ц  | Коннектикут Сан     | 27          | 67              | 236              | 303            | 11,2 | [ 31 ] [ 36 ] |
| 2022  | Сильвия Фаулз* (3)[i]  |      | Ц    | Миннесота Линкс     | 30          | 74              | 221              | 295            | 9,8  | [ 25 ] [ 37 ] |
| 2023  | Алисса Томас^          |      | Ф    | Коннектикут Сан     | 40          | 80              | 314              | 394            | 9,9  | [ 38 ] [ 39 ] |
| 2024  | Энджел Риз^[j]         |      | Ф    | Чикаго Скай         | 34          | 172             | 274              | 446            | 13,1 | [ 40 ] [ 41 ] |

## Комментарии
- a  В сезоне 1998 года Синди Браун совершила больше всех подборов (301), однако провела на две встречи больше, чем Лиза Лесли, поэтому по среднему показателю за игру первая заняла второе место, немного отстав от последней (10,0 против 10,2)[3].
- b  В сезоне 2002 года Лиза Лесли и Тамика Кэтчингс совершили больше всех подборов (322 и 276 соответственно), но провели соответственно на 3 и 4 встречи больше, чем Чамик Холдскло, поэтому по среднему показателю за игру они заняли второе и четвёртое место, немного отстав от последней (10,4 и 8,6 против 11,6), а Холдскло всего лишь замкнула первую пятёрку лидеров по общему количеству совершённых подборов[10].
- c  В сезоне 2003 года Шерил Форд и Лорен Джексон совершили больше всех подборов (334 и 307 соответственно), но провели соответственно на 5 и 6 встреч больше, чем Чамик Холдскло, поэтому по среднему показателю за игру они заняли второе и четвёртое место, немного отстав от последней (10,4 и 9,3 против 10,9)[11].
- d  В сезоне 2007 года Шерил Форд стала лучшей по среднему показателю за игру (11,2), однако провела всего 15 игр из 34, поэтому её результат не учитывался при распределении мест в данной номинации, первое же место заняла Лорен Джексон, которая намного отстала от Форд (9,7)[13][17].
- e  В сезоне 2009 года Эрика де Соуза, Кристал Лэнгхорн и Кэндис Дюпри совершили больше всех подборов (309, 268 и 268 соответственно), однако провели на 9 встреч больше, чем Кэндис Паркер, поэтому по среднему показателю за игру они заняли соответственно второе, третье и четвёртое место, немного отстав от последней (9,1, 7,9 и 7,9 против 9,8), а Паркер оказалась всего лишь на шестом месте по общему количеству совершённых подборов[20].
- f  25 августа 2010 года по окончании очередного сезона Тина Чарльз в возрасте 21 года и 260 дней стала самым молодым лучшим подбирающим игроком по итогам сезона в истории ВНБА.
- g  В сезоне 2016 года Брианна Стюарт и Тина Чарльз сделали больше всех подборов (по 317), но Брианна провела на два матча больше, чем Тина, поэтому по среднему показателю за игру первая заняла второе место, немного отстав от последней (9,3 против 9,9)[30].
- h  В сезоне 2021 года Сильвия Фаулз и Тиэра Маккоуэн совершили больше всех подборов (312 и 308 соответственно), но провели соответственно на 4 и 5 игр больше, чем Джонквел Джонс, поэтому по среднему показателю за игру они заняли второе и третье место, немного отстав от последней (10,1 и 9,6 против 11,2)[36].
- i  В сезоне 2022 года Эйжа Уилсон совершила больше всех подборов (339), но провела на 6 игр больше, чем Сильвия Фаулз, поэтому по среднему показателю за игру она заняла второе место, немного отстав от последней (9,4 против 9,8)[37].
- j  В сезоне 2024 года Эйжа Уилсон совершила больше всех подборов (451), но провела на 4 игры больше, чем Энджел Риз, поэтому по среднему показателю за игру она заняла второе место, немного отстав от последней (11,9 против 13,1)[41].